# Spadafora
Spadafora – miejscowość i gmina we Włoszech, w regionie Sycylia, w prowincji Mesyna.
Według danych na rok 2004 gminę zamieszkiwało 5238 osób, 523,8 os./km².